# Ipomoea lacteola
Ipomoea lacteola är en vindeväxtart som beskrevs av Homer Doliver House. Ipomoea lacteola ingår i släktet praktvindor, och familjen vindeväxter. Inga underarter finns listade i Catalogue of Life.